# Aron Koech
Aron Kipchumba Koech, auch als Haron Koech bekannt (* 27. Januar 1990 in Kisii), ist ein kenianischer Hürdenläufer, der sich auf die 400-Meter-Distanz spezialisiert. Er ist der Zwillingsbruder des 2018 tödlich verunglückten Weltmeisters über 400 Meter Hürden, Nicholas Bett.

## Sportliche Laufbahn
Erste internationale Erfahrungen sammelte Aron Koech bei den Weltmeisterschaften 2015 in Peking, bei denen er mit 49,54 s im Halbfinale ausschied. 2016 gewann Koech die Silbermedaille mit der kenianischen 4-mal-400-Meter-Staffel bei den Afrikameisterschaften in Durban sowie die Bronzemedaille im Hürdenlauf in 49,41 s. 
Er qualifizierte sich auch für die Olympischen Spiele in Rio de Janeiro, bei denen er bis in das Finale gelangte und dort in 49,09 s den siebten Platz belegte. 2017 qualifizierte er sich erneut für die Weltmeisterschaften in London und erreichte dort das Halbfinale, in dem er mit 50,40 s ausschied.
2018 nahm er zum ersten Mal an den  Commonwealth Games im australischen Gold Coast teil und belegte dort in 50,02 s den sechsten Platz. Zudem wurde er mit der kenianischen Stafette im Finale disqualifiziert, nachdem die Staffel zuerst als Drittplatzierte eingelaufen war. Anschließend wurde er bei den Afrikameisterschaften in Asaba in 49,94 s Vierter im Hürdenlauf und siegte mit der Staffel in neuem Meisterschaftsrekord von 3:00,92 min. Bei den IAAF World Relays 2019 in Yokohama erreichte er in der Mixed-Staffel in 3:19,43 min Rang drei und anschließend nahm er erstmals an den Afrikaspielen in Rabat teil, bei denen er mit 50,58 s auf den sechsten Platz gelangte. Zudem klassierte er sich mit der Staffel in 3:05,71 min auf Rang vier. Bei den World Athletics Relays 2021 im polnischen Chorzów wurde er in der Mixed-Staffel im Vorlauf disqualifiziert.
In den Jahren 2016 und 2018 wurde Koech kenianischer Meister im 400-Meter-Hürdenlauf.

## Persönliche Bestzeiten
- 400 Meter: 46,76 s, 13. April 2019 in Iten
- 400 m Hürden: 48,49 s, 16. August 2016 in Rio de Janeiro